# Riethoornse polder
De Riethoornse Polder was een waterschap in de Nederlandse provincie Zuid-Holland in de gemeente Alphen aan den Rijn (voorheen de gemeenten Boskoop en Hazerswoude). Het waterschap was in 1961 ontstaan uit:
- De Hoornsche polder
- polder Rietveld onder Hazerswoude

Het waterschap was verantwoordelijk voor de waterhuishouding in het gebied. het ging in 1979 op in waterschap Gouwelanden.